# Colony (Kansas)
Colony – miasto położone w hrabstwie Anderson.